# Мельхиорр, Джин
Юджин (Джин) «Сквоки» Мельхиорр (англ. Eugene (Gene) "Squeaky" Melchiorre; 10 августа 1927 в Хайленд-Парк, штат Иллинойс, США — 27 сентября 2019, там же) — американский профессиональный баскетболист. В 1951 году был пожизненно отстранён от игр в НБА за подтасовку результатов игр.

## Карьера игрока
Играл на позиции разыгрывающего защитника и атакующего защитника. Учился в Университете Брэдли, в 1951 году был выбран на драфте НБА под 1-м номером командой «Балтимор Буллетс», однако не провёл за неё ни одного матча. В 1951 году включался в 1-ю всеамериканскую сборную NCAA.
В 1951 году он вместе с несколькими другими бывшими игроками университета Брэдли был обвинён в подтасовке результатов матчей в сезоне 1948/49. Комиссар НБА Морис Подолоф наложил на него пожизненный запрет на выступление в лиге.